# Abecedario (arqueología)

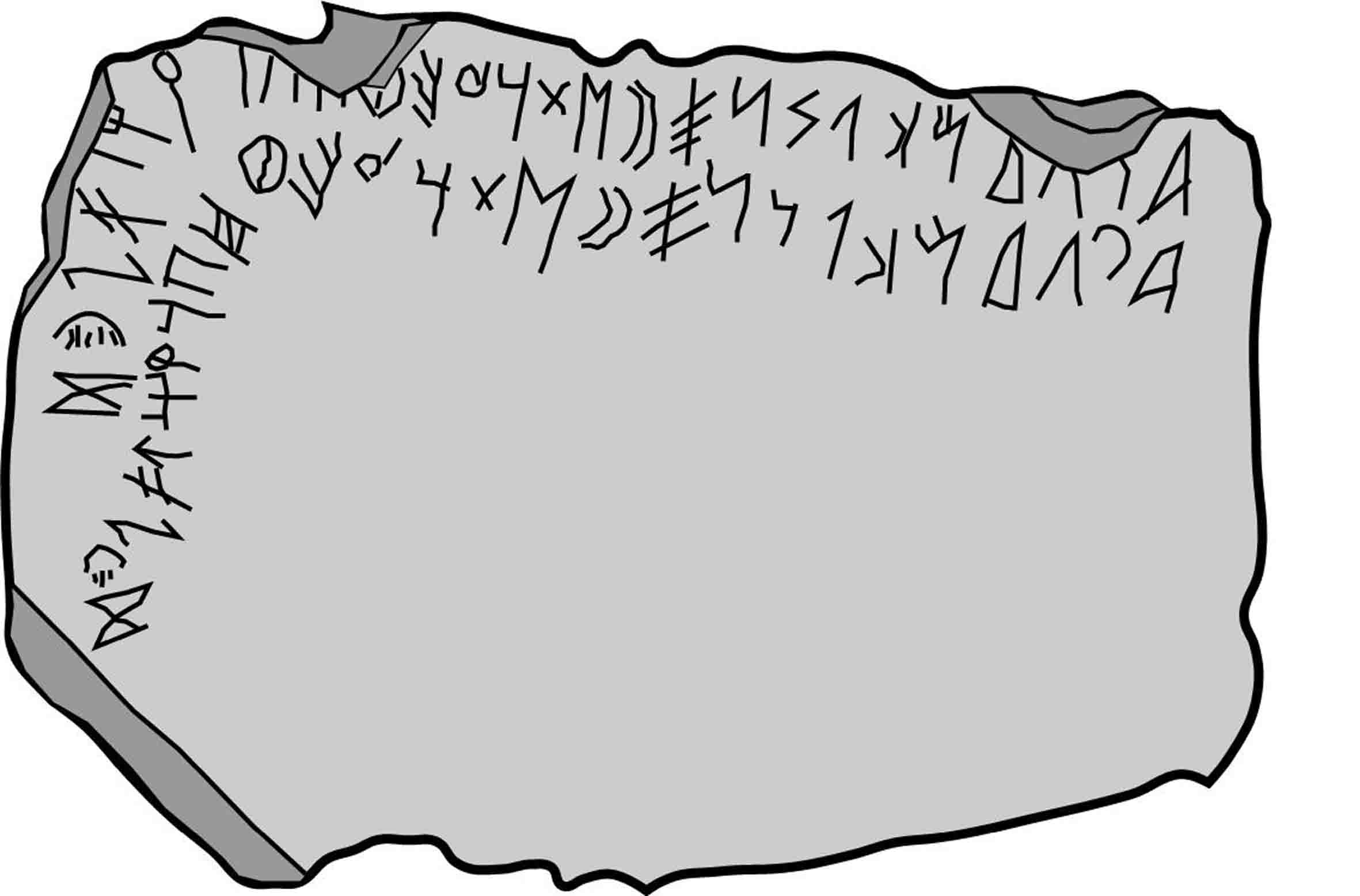
El célebre Abecedario de Espanca que dio nombre a su propio sistema de escritura paleohispánica.

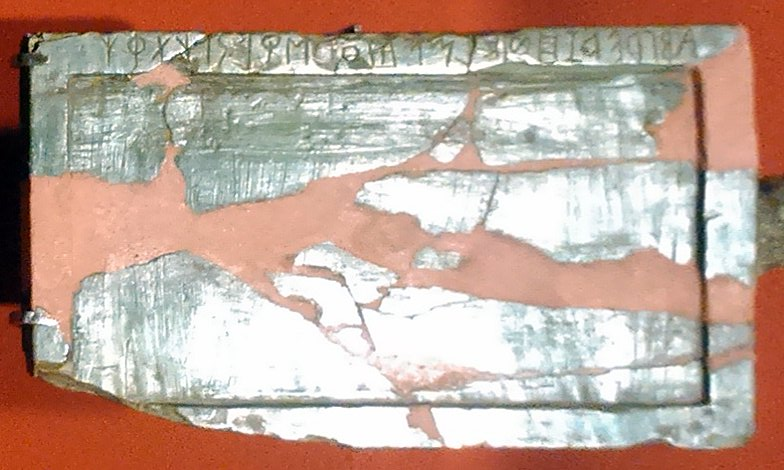
La tablilla de Marsiliana, con un alfabeto etrusco arcaico.

En epigrafía, un abecedario, también conocido por el nombre latín abecedarium es una inscripción antigua en la que constan las letras de un alfabeto, casi siempre enumeradas en orden. Normalmente, los abecedarios son ejercicios de práctica de alumnos que estaban aprendiendo el alfabeto, aunque otros parecen tener función ritual.

## Alfabetos no latinos
Algunos abecedarios incluyen letras obsoletas que no están atestiguadas en inscripciones. Por ejemplo,  en la tablilla de Marsiliana (Toscana) incluye las letras B, D y O, que indican sonidos que no están presentes en el idioma etrusco y, por lo tanto, no se encuentran en las inscripciones etruscas. Otros, como los conocidos por las inscripciones safaitas, enumeran las letras del alfabeto en diferentes órdenes, lo que sugiere que la escritura se aprendió de manera informal en lugar de formal.
Algunos encontradas en el Ágora ateniense parecen estar deliberadamente incompletas, y consisten solo en las primeras tres a seis letras del alfabeto griego y pueden haber tenido un significado mágico o ritual. Un abecedarium deliberadamente incompleto encontrado en Hymettos en Attica puede haber sido una ofrenda votiva.

## Alfabeto latino
Cerca del comienzo de la era cristiana, el alfabeto latino ya había sufrido sus principales cambios y se había convertido en un sistema bien definido. El alfabeto griego se acercaba cada vez más al alfabeto latino. Hacia el siglo VIII de Roma, las letras asumieron sus formas artísticas y perdieron las más antiguas y estrechas. Las tres letras agregadas por el emperador Claudio cayeron en desuso tras la muerte de Claudio. El alfabeto utilizado para las inscripciones monumentales era muy diferente del cursivo. La uncial, rara en monumentos esculpidos y reservado para libros, no apareció hasta el siglo IV. La mayoría de los objetos que llevan abecedarios no son de origen cristiano, con la excepción de dos vasijas encontradas en Cartago . Estos objetos incluían tablillas utilizadas por los aprendices de picapedreros mientras aprendían su oficio. También se han encontrado piedras en las catacumbas, con los símbolos A, B, C, etc. A veces, se organizan en combinaciones que han desconcertado a los estudiosos. Una de esas piedras, encontrada en el cementerio de San Alejandro, en la Via Nomentana, está inscrita de la siguiente manera:
```
AXBVCTESDR. . . . . . BCCEECHI
  EQGPH. . . . M MNOPQ
  RSTVXYZ
```

Esto se puede comparar con un denario de L. Cassius Caecinianus, que tiene la siguiente inscripción:
```
AX, BV, CT, DS, ER, FQ, GP, HO, IN, LM
```

Jerome explicó esta similitud. Los niños aprendían el alfabeto a pares de letras, uniendo la primera letra del alfabeto con la última letra (AX), la segunda letra con la penúltima (BV) y así sucesivamente. Una piedra encontrada en Roma en 1877, y que data del siglo VI o VII, parece haber sido utilizada en una escuela, como modelo para aprender el alfabeto, y apunta a la continuidad de los métodos antiguos de enseñanza.